# Șercaia
Șercaia (en allemand : Schirkanyen et en hongrois : Sárkány) est une commune roumaine du județ de Brașov, dans la région historique de Transylvanie.

## Localisation
Șercaia est située dans la partie centrale du județ de Brașov (à la 14 km de la ville de Făgăraș et à 54 km de la ville de Brașov), dans la région de Pays de Făgăraș (țara Făgărașului), sur les rives de la rivière Șinca (affluent de l'Olt).

## Villages
Elle est composée des trois villages suivants :
- Hălmeag (en allemand : Halmagen et en hongrois : Halmágy)
- Șercaia, siège de la commune
- Vad (en allemand : Waddt et en hongrois : Vád)

## Monuments et lieux touristiques
- Église évangélique du village de Hălmeag (construite aux XIIIe et XVe siècles), monument historique;
- Église évangélique du village de Șercaia (construite entre 1868-1875), monument historique[2];
- Site archéologique “Valea Felmerului” du village de Hălmeag
- Rivière Olt
- Réserve naturelle “Poienile cu narcise din Dumbrava Vadului” (aire protégée avec une superficie de 394,90 ha)

## Personnalités
- Augustin Bunea (1857-1909), prêtre greco-catholique, historien et académicien roumain
- Alexandru Ciurcu (1854-1922), inventeur et journaliste roumain, célèbre pour son invention, avec Just Buisson, d'un moteur à réaction.